# Jakubovany (powiat Sabinov)
Jakubovany – wieś (obec) na Słowacji, w kraju preszowskim w powiecie Sabinov. Pierwsze wzmianki o miejscowości pochodzą z roku 1314.
Według danych z dnia 31 grudnia 2010 wieś zamieszkiwały 952 osoby, w tym 468 kobiet i 484 mężczyzn.
W 2001 roku względem narodowości i przynależności etnicznej 98,75% populacji stanowili Słowacy, 0,45% Polacy, a 0,34% Czesi. 91,50% spośród mieszkańców wyznawało rzymskokatolicyzm, 3,29% grekokatolicyzm, 2,38% protestantyzm, a 0,34% nie było wiernymi żadnego Kościoła. We wsi znajdowało się 237 domostw.